# Bamberger Kalbsjunge
Der Bamberger Kalbsjunge war vermutlich ein wildes Kind, auch als Wolfskind bezeichnet, das im 16. Jahrhundert am Hofe des Fürstbischofs von Bamberg gelebt hat.
Die einzige Nachricht stammt von dem Universalgelehrten Philipp Camerarius in seinen im Jahre 1591 in lateinischer Sprache im Druck erschienenen Operae horarum succisivarum, sive meditationes historicae unter dem Kapitel 75 mit dem Titel „Über die erstaunliche Beweglichkeit mancher Personen“. Hier schreibt Camerarius aus der Ich-Perspektive („hätte ich sie lieber verschwiegen, wenn ich nicht auch persönlich mit eigenen Augen (…)“) und berichtet von einem Mann am Hofe des Fürsten von Bamberg, der, wie er selbst sagte, in den umliegenden Bergen zwischen Weidevieh (lat. „inter pecora“) großgezogen worden sei und eine ganz außergewöhnliche Beweglichkeit und Behändigkeit entwickelt habe.
Der Mann bewegte sich gemäß Beschreibung auf vier Beinen („Vor allem Übrigen war an ihm erstaunlich, dass er seine Behendigkeit nicht mit aufgerichtetem Körper, sondern nach Art eines Vierfüßers zeigte“). Es soll an dem Hof auch ein Zwerg gelebt haben, der zuweilen den wilden Mann wie ein Pferd bestieg und auf ihm ritt. Des Weiteren kämpfte er mit den Hunden am Fürstenhof und ging dabei stets als Sieger aus den Kämpfen hervor, sogar gegen die besonders starken englischen Hunde. Affenähnliche Bewegungen konnte er ebenfalls ausführen, wenn er sich in den höheren Winkeln der Gemächer fortbewegte. Generell wurde ihm ein bäuerlicher, starker Körper attestiert. Aus dem einzigen kurzen Bericht über den Mann geht noch hervor, dass er zur Zeit der Niederschrift (1591) verheiratet war und noch lebte.
Die erweiterte Ausgabe von 1602 ergänzt noch, dass der Zwerg Martinettus (vgl. italienisch „Martinetto“) geheißen habe und die besonders starken Hunde Englische Bulldoggen (lat. „Anglicas Dockas“).
Wie auch bei anderen Fällen von wilden Kindern bleibt die Quellenzahl auf eine einzige, in diesem Fall die von Camerarius, beschränkt.  Camerarius gibt sich selbst als Augenzeuge an. Im weiteren Text erwähnt er zwei Berichte anderer Autoren über Wolfsjungen, beide aus dem Jahr 1544, der eine aus Hessen, der andere aus der Wetterau, die er nach der Literatur anführt, und ähnliche Vorfälle aus der Antike.
Camerarius’ „Juvenis Bovinus bambergensis“ wurde von Carl von Linné 1766 in sein System wilder Menschen aufgenommen.